# Lamanère
Lamanère (Catalaans: La Menera) is een gemeente in het Franse departement Pyrénées-Orientales (regio Occitanie) en telt 54 inwoners (2009). De plaats maakt deel uit van het arrondissement Céret.

## Geografie
De oppervlakte van Lamanère bedraagt 18,5 km², de bevolkingsdichtheid is dus 2,9 inwoners per km². De gemeente ligt in Vallespir.

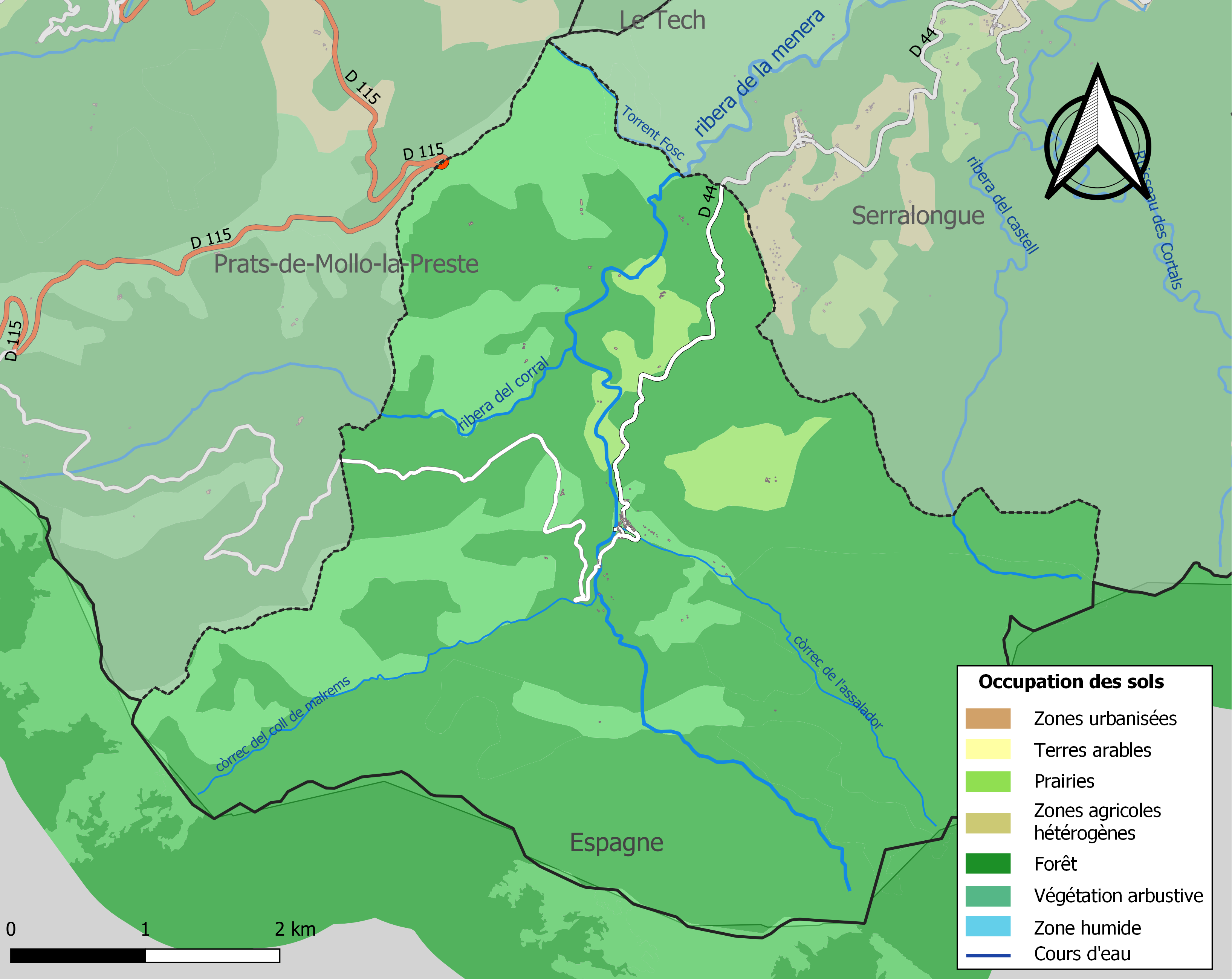
Kaart van de gemeente met de belangrijkste infrastructuur, bodemgebruik en omliggende gemeenten

## Demografie
Onderstaande figuur toont het verloop van het inwonertal (bron: INSEE-tellingen).